# Lights Out
Lights Out er en amerikansk stumfilm fra 1923 af Alfred Santell.

## Medvirkende
- Ruth Stonehouse som 'Hairpin' Annie
- Walter McGrail som Sea Bass
- Marie Astaire som Barbara
- Theodore von Eltz som 'Eggs'
- Ben Deeley som Joe
- Hank Mann som Ben
- Ben Hewlett som Keith Forbes